# Sandra Lickun
Sandra Lickun (ur. 23 stycznia 1995) – polska judoczka.
Zawodniczka klubów: KSJ Gwardia Koszalin (2009-2014), AZS UW Warszawa (od 2015). Brązowa medalistka zawodów pucharu świata w Tallinnie w 2015. Srebrna medalistka mistrzostw Europy 2017 w turnieju drużynowym. Siedmiokrotna medalistka mistrzostw Polski seniorek: dwukrotna srebrna (2016, 2017) oraz pięciokrotna brązowa (2012, 2013, 2014, 2015, 2018). Dwukrotna mistrzyni Polski juniorek (2012, 2015).